# Gersdorffiet
Het mineraal gersdorffiet is een nikkel-arseen-sulfide, met de chemische formule NiAsS. Gersdorffietkristallen zijn grijs of zwart tot zilverwit en bezitten een kubische structuur. Ze komen meestal voor als massieve tot granulaire, fijne eenheden, die veelal euhedraal zijn. Daarom is dit mineraal vrij begeerd door verzamelaars.
Het mineraal is noch magnetisch, noch radioactief.

## Naamgeving en ontdekking
Gersdorffiet is genoemd naar de Oostenrijker Johann von Gersdorff, de eigenaar van een nikkelmijn in Schladming, waar het mineraal in 1843 werd ontdekt.

## Herkomst
Gersdorffiet wordt voornamelijk aangetroffen in zogenaamde hydrothermale aderen (langgerekte holtes in gesteente die gevuld zijn met een warme, waterige massa die veel metalen bevat), samen met andere (nikkel)sulfiden. Het komt samen voor met onder andere nikkeline, cobaltiet, ullmanniet, lollingiet, milleriet, pyriet, marcasiet, chalcopyriet en maucheriet.